# Nvidia nForce 500
nForce 500 ist eine Familie von PC-Chipsätzen der Firma Nvidia für AMDs K8- und AMDs K9-Prozessoren sowie Intels Pentium 4/D, Celeron/D und Core-2-Prozessoren.

## AMD K8/K9-Serie
Geeignet für alle Prozessoren der AMD-K8- und AMD-K9-Serie.

### Entwicklung
Mit der Vorstellung des Sockel AM2 brachte auch Nvidia überarbeitete Versionen des nForce4 als nForce 500 auf den Markt. Diese Chipsätze basieren stark auf den nForce4 und sind im Fall des nForce 500, 500 Ultra und 500 SLI bzw. 560 SLI nur umbenannt bzw. nur marginal verändert und werden treiberseitig teilweise nur als nForce4 erkannt.

### Modelle
Es gibt folgende Varianten:
- nForce 500
- nForce 500 Ultra
- nForce 500/560 SLI
- nForce 520
- nForce 550
- nForce 560
- nForce 570 Ultra
- nForce 570 SLI
- nForce 590 SLI

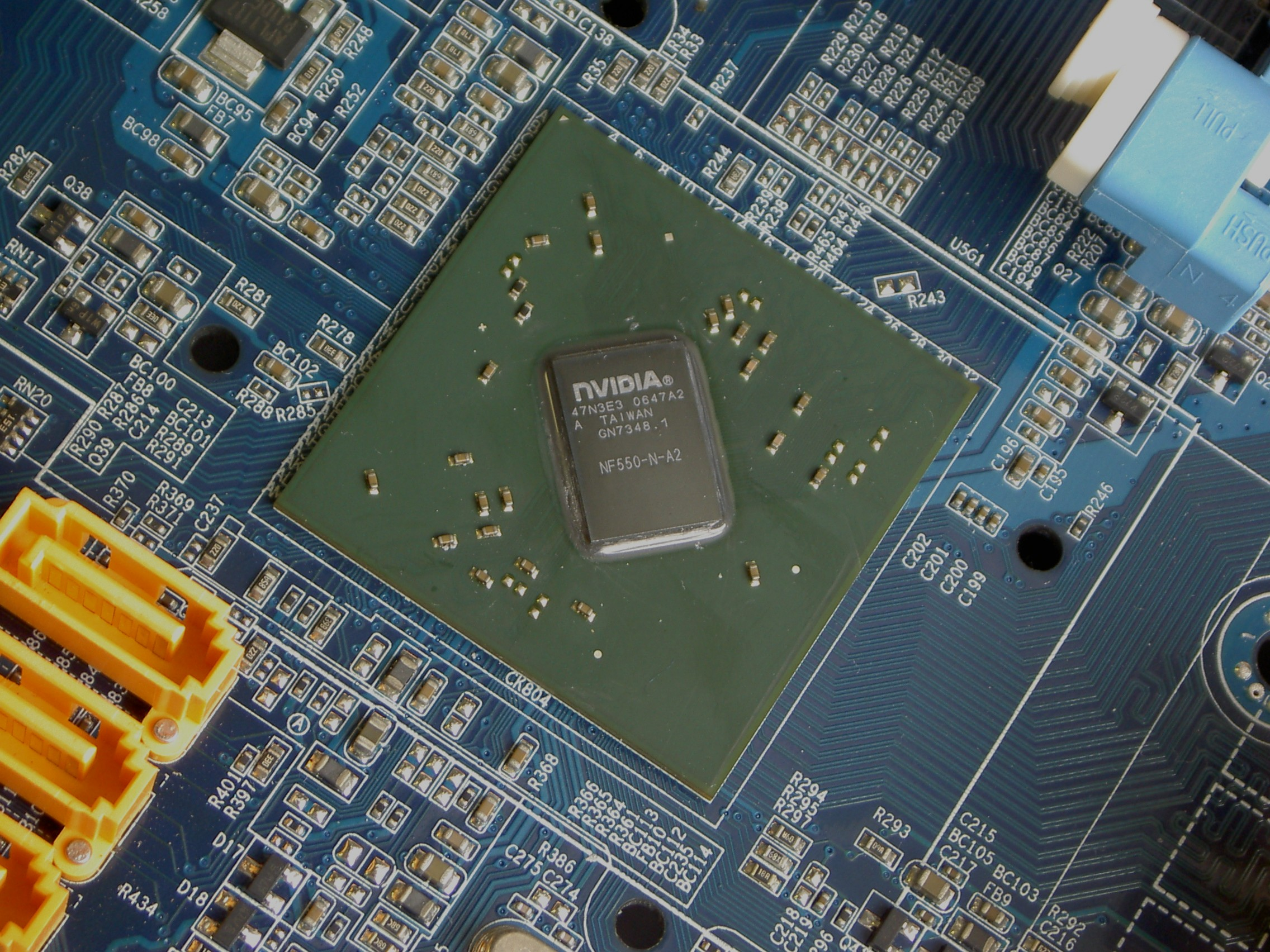
nForce 550

Die ersten Vertreter nForce 500, nForce 500 Ultra und nForce 500 SLI bzw. nForce 560 SLI entsprechen 1:1 den nForce4-Versionen nForce4, nForce4 Ultra und nForce4 SLI und bieten identische Features.
Die eigentlich neue nForce 500-Reihe wurde mit dem nForce 550, nForce 570 Ultra, nForce 570 SLI und nForce 590 SLI auf Basis der MCP55 eingeführt und bietet gegenüber den Vorgängern ein High Definition Audio Interface, verzichtet aber auf einen Kanal des Ultra-DMA/133-Controllers. Außer beim nForce 550 wurden die Chips um zwei weitere SATA-Ports auf insgesamt sechs Ports (und damit auch RAID5) und auf zweimal Gigabit-Ethernet erweitert. Der nForce 570 SLI erlaubt dabei wieder die Nutzung von SLI und bietet dazu 28 PCIe-Lanes, so dass eine Grafikkarte weiterhin mit 16 PCIe-Lanes angesprochen werden kann. Der nForce 590 SLI steigert dann die Anzahl der PCIe-Lanes mithilfe des vom nForce 4 SLI X16 bekannten C51-Zusatzchips weiter auf 46, so dass beide Grafikkarten mit 16 PCIe-Lanes angesprochen werden können.
Die zweite Generation der nForce 500-Reihe bilden dann der nForce 520 (LE), nForce 560 und nForce 570 LT SLI auf Basis der MCP65 und MCP61, abgespeckten Versionen des nForce 550, die eng mit der als nForce 630a bekannten MCP68 verwandt ist. Große Neuerung bei der MCP65 und MCP68 war die Unterstützung des AHCI-Standards. Die abgespecktesten Varianten dieses Chips, nForce 520 und nForce 520 LE, bieten nur 10/100 MBit Ethernet, nur einen Ultra-DMA/133-Controller mit einem Kanal und im Fall des nForce520 LE auf MCP61-Basis nur zwei SATA-Ports ohne AHCI und nur acht USB 2.0 Ports.

### Ausstattung
Alle Chipsets unterstützen HT 2.0 mit 1 GHz und bieten bis zu 5 PCI Slots.
| Modell             | PCI-Express Lanes/Links | PATA/SATA (Geräte & Geschwindigkeit) | Unterstützte RAID-Modi | USB-Anbindungen | Ethernet      | Audio | Besonderheiten                                                                                    |
| ------------------ | ----------------------- | ------------------------------------ | ---------------------- | --------------- | ------------- | ----- | ------------------------------------------------------------------------------------------------- |
| nForce 500         | 20/4                    | 4× ATA-133 / 4× SATA                 | 0, 1, 0+1              | 10× USB 2.0     | 1× 1 Gbit/s   | AC97  | -                                                                                                 |
| nForce 500 Ultra   | 20/4                    | 4× ATA-133 / 4× SATA-II              | 0, 1, 0+1, 5           | 10× USB 2.0     | 1× 1 Gbit/s   | AC97  | -                                                                                                 |
| nForce 500/560 SLI | 20/5                    | 4× ATA-133 / 4× SATA-II              | 0, 1, 0+1, 5           | 10× USB 2.0     | 1× 1 Gbit/s   | AC97  | 2×8 SLI, TCP/IP-Beschleunigung                                                                    |
| nForce 520 LE      | 20/3                    | 2× ATA-133 / 2× SATA-II              | 0, 1                   | 8× USB 2.0      | 1× 100 Mbit/s | HDA   | -                                                                                                 |
| nForce 520         | 20/4                    | 2× ATA-133 / 4× SATA-II              | 0, 1, 0+1              | 10× USB 2.0     | 1× 100 Mbit/s | HDA   | -                                                                                                 |
| nForce 550         | 20/5                    | 2× ATA-133 / 4× SATA-II              | 0, 1, 0+1              | 10× USB 2.0     | 1× 1 Gbit/s   | HDA   | -                                                                                                 |
| nForce 560         | 19/4                    | 2× ATA-133 / 4× SATA-II              | 0, 1, 0+1, 5           | 10× USB 2.0     | 1× 1 Gbit/s   | HDA   | FirstPacket                                                                                       |
| nForce 570 LT SLI  | 19/4                    | 2× ATA-133 / 4× SATA-II              | 0, 1, 0+1, 5           | 10× USB 2.0     | 1× 1 Gbit/s   | HDA   | 2×8 SLI, FirstPacket                                                                              |
| nForce 570 Ultra   | 20/5                    | 2× ATA-133 / 6× SATA-II              | 0, 1, 0+1, 5           | 10× USB 2.0     | 2× 1 Gbit/s   | HDA   | FirstPacket, TCP/IP-Beschleunigung, DualNet, Teaming                                              |
| nForce 570 SLI     | 28/6                    | 2× ATA-133 / 6× SATA-II              | 0, 1, 0+1, 5           | 10× USB 2.0     | 2× 1 Gbit/s   | HDA   | 2×8 SLI, SLI-Ready Memory (EPP), FirstPacket, TCP/IP-Beschleunigung, DualNet, Teaming             |
| nForce 590 SLI     | 46/9                    | 2× ATA-133 / 6× SATA-II              | 0, 1, 0+1, 5           | 10× USB 2.0     | 2× 1 Gbit/s   | HDA   | 2×16 SLI, SLI-Ready Memory (EPP), LinkBoost, FirstPacket, TCP/IP-Beschleunigung, DualNet, Teaming |

## Intel AGTL+ Busprotokoll
Geeignet für alle Intel-Prozessoren, die das Busprotokoll AGTL+ nutzen.

### Entwicklung
Kurz nach der Vorstellung der nForce-500-Serie für die AMD-Plattform brachte Nvidia auch eine überarbeitete Version der nForce4-Intel-Edition auf den Markt. Dabei kam weiterhin die C19-Northbridge zum Einsatz und beim nForce 570i blieb es auch bei der MCP430-Southbridge, so dass dieser 1:1 mit dem nForce 4i Ultra bzw. SLI XE übereinstimmt. Beim nForce 590i SLI wurde jedoch die veraltete Southbridge, eigentlich ein nForce4 für die AMD-Plattform, durch die neue MCP55 ersetzt, die bei AMD als nForce 570 SLI eingesetzt wurde. Diese beiden Southbridges sollten auch beim nForce 680i bzw. 650i sowie 780i und 790i bzw. 750i benutzt werden, wodurch Nvidia auf der Intel Plattform abseits der Chipsätze mit integrierter Grafik nie den AHCI-Standard unterstützte.
Wichtiger war jedoch, dass die Mainboards entsprechend modifiziert wurden, um die neuen Core 2 Duo CPUs zu unterstützen, was nur sehr wenige, überarbeitete nForce4 taten. Trotzdem reichte es mit der alten C19-Northbridge nur für die erste Generation der Core 2 Duo mit FSB1066, Core 2 Duo mit höherem FSB oder Core 2 Quad unterstützte erst die neue Northbridge des nForce 600.

### Modelle
Es gibt folgende Varianten:
- nForce 570i SLI
- nForce 590i SLI

### Ausstattung

#### Northbridge
| Modell                | Front Side Bus | Speichercontroller    | PCI-Express Lanes | PCI-Express Links | Besonderheiten          |
| --------------------- | -------------- | --------------------- | ----------------- | ----------------- | ----------------------- |
| nForce 570i Ultra/SLI | 266 MHz AGTL+  | Dual-Channel DDR2-667 | 20                | 5                 | SLI-Version mit 2×8 SLI |
| nForce 590i SLI       | 266 MHz AGTL+  | Dual-Channel DDR2-667 | 48                | 11                | 2×16 SLI                |

#### Southbridge
| Modell                | PATA (Geräte & Geschwindigkeit) | SATA (Geräte & Geschwindigkeit) | Unterstützte RAID-Modi | USB-Anbindungen | Anzahl PCI-Slots | Ethernet       | Audio | Sonstiges                                            |
| --------------------- | ------------------------------- | ------------------------------- | ---------------------- | --------------- | ---------------- | -------------- | ----- | ---------------------------------------------------- |
| nForce 570i Ultra/SLI | 4× ATA-133                      | 4× SATA-II                      | 0, 1, 0+1, 5           | 8× USB 2.0      | 5                | 1× 1000 Mbit/s | HDA   | FirstPacket                                          |
| nForce 590i SLI       | 2× ATA-133                      | 6× SATA-II                      | 0, 1, 0+1, 5           | 10× USB 2.0     | 5                | 2× 1000 Mbit/s | HDA   | FirstPacket, TCP/IP-Beschleunigung, DualNet, Teaming |